# ATP World Tour Finals 2010

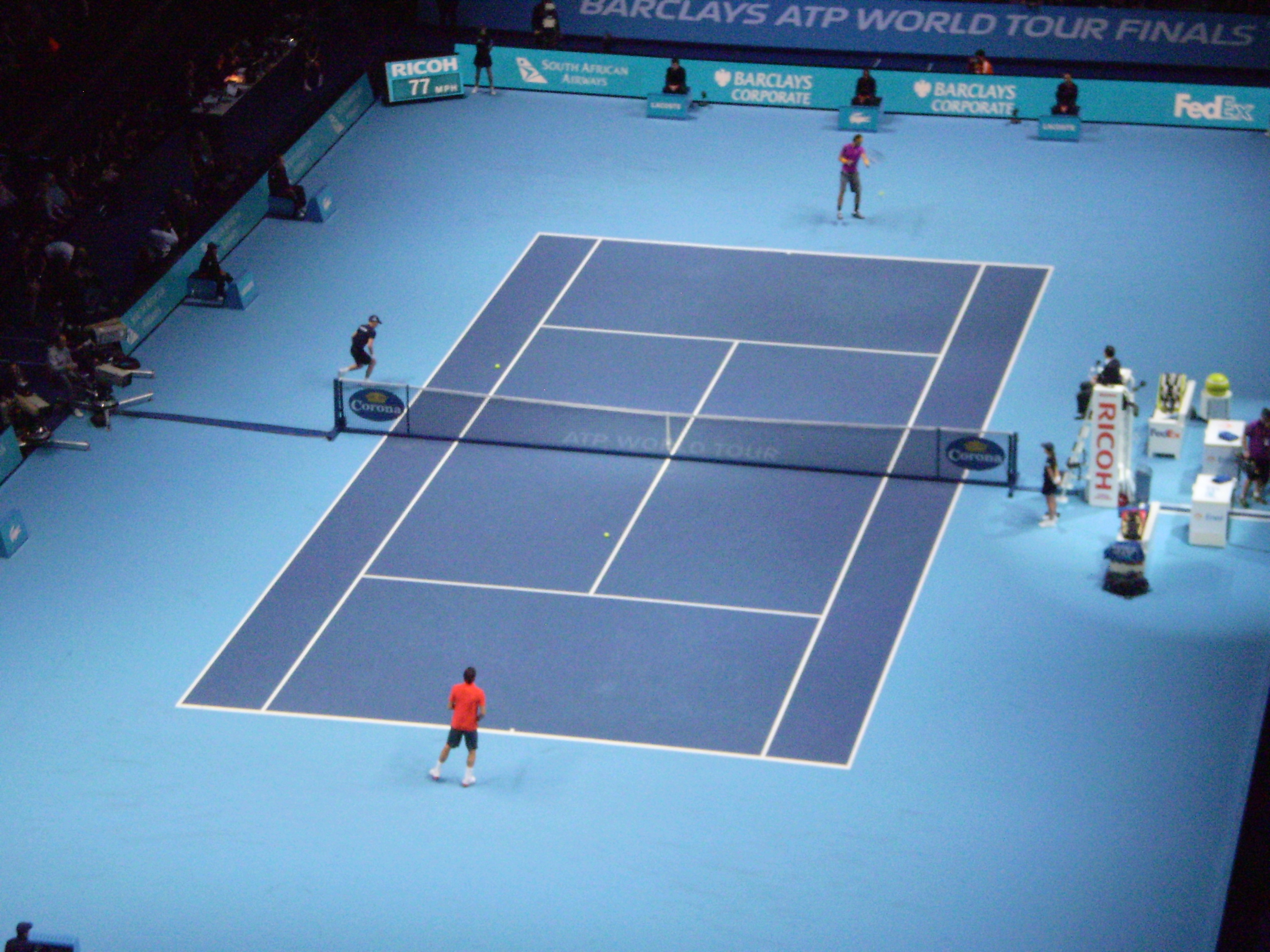
Finále Federer–Nadal

Tenisový turnaj ATP ATP World Tour Finals 2010 se konal ve dnech 21. – 28. listopadu podruhé v britském hlavním městě Londýně. Místem turnaje byla O2 Arena, ve které se hrálo na tvrdém povrchu. Jednalo se o závěrečný turnaj sezóny, jehož se účastnilo osm nejvýše postavených tenistů a tenisových párů na žebříčku ATP, pokud se podle pravidel účastník nekvalifikoval jiným způsobem. Odměny činily 5 070 000 USD. Obhájce titulu ve dvouhře Rus Nikolaj Davyděnko se do turnaje neprobojoval.

## Vítězové
Vítězem ve dvouhře se stal druhý nasazený Roger Federer (získal 1,63 miliónů dolarů a 1500 bodů do žebříčku), který ve finále za jednu hodinu a třicet sedm minut porazil světovou jedničku Rafaela Nadala ve třech setech 6–3, 3–6, 6–1. Jednalo se o první finále dvou nejvýše nasazených hráčů za posledních dvacet čtyři let. Naposledy odehráli poslední zápas sezóny dva nejvýše postavení tenisté žebříčku – Boris Becker a Ivan Lendl v roce 1986. Švýcar si nad Nadalem připsal první výhru ve druhém vzájemném zápase sezóny, první duel prohrál v madridském masters, a celkově získal pátý titul z turnaje mistrů, čímž vyrovnal rekord Lendla a Samprase. Nadal zůstal na pozici prvního hráče světa a proti Federerovi měl i po tomto střetnutí kladnou bilanci vzájemných zápasů 14 výher a 8 proher.
Ve čtyřhře získal druhý titul z turnaje mistrů druhý nasazený pár Daniel Nestor a Nenad Zimonjić, který v semifinále zdolal nejvýše nasazené bratry Bryanovi a ve finále přehrál turnajové čtyřky Maheshe Bhupathiho a Maxe Mirného za hodinu a dvacet jedna minut.

## Dvouhra

### Nasazení hráčů
| Pořadí | Hráč            | Body   | Turnajů | Kvalifikován dne |
| ------ | --------------- | ------ | ------- | ---------------- |
| 1.     | Rafael Nadal    | 11 450 | 16      | 7. června        |
| 2.     | Roger Federer   | 7 645  | 17      | 30. srpna        |
| 3.     | Novak Djoković  | 5 635  | 18      | 9. října         |
| 4.     | Robin Söderling | 5 380  | 22      | 23. října        |
| 5.     | Andy Murray     | 5 360  | 18      | 14. října        |
| 6.     | Tomáš Berdych   | 3 755  | 25      | 11. listopadu    |
| 7.     | David Ferrer    | 3 735  | 23      | 11. listopadu    |
| 8.     | Andy Roddick    | 3 665  | 17      | 11. listopadu    |

Prvním náhradníkem je Španěl Fernando Verdasco (9. místo na žebříčku ATP), druhým pak Rus Michail Južnyj (10. místo).

### Předchozí vzájemné zápasy
| Hráč            | Nadal | Federer | Djoković | Söderling | Murray | Berdych | Ferrer | Roddick | % úspěšnost |
| --------------- | ----- | ------- | -------- | --------- | ------ | ------- | ------ | ------- | ----------- |
| Rafael Nadal    |       | 14-7    | 15-7     | 5-2       | 8-4    | 8-3     | 11-3   | 5-3     | 66-29 (69%) |
| Roger Federer   | 7-14  |         | 12-6     | 14-1      | 5-8    | 9-3     | 10-0   | 20-2    | 77-34 (69%) |
| Novak Djoković  | 7-15  | 6-12    |          | 5-1       | 4-3    | 3-1     | 5-4    | 2-5     | 32-41 (44%) |
| Robin Söderling | 2-5   | 1-14    | 1-5      |           | 2-2    | 6-3     | 8-4    | 3-2     | 23-35 (40%) |
| Andy Murray     | 4-8   | 8-5     | 3-4      | 2-2       |        | 1-2     | 1-3    | 6-3     | 25-27 (48%) |
| Tomáš Berdych   | 3-8   | 3-9     | 1-3      | 3-6       | 2-1    |         | 2-5    | 2-6     | 16-38 (30%) |
| David Ferrer    | 3-11  | 0-10    | 4-5      | 4-8       | 3-1    | 5-2     |        | 4-3     | 23-40 (37%) |
| Andy Roddick    | 3-5   | 2-20    | 5-2      | 2-3       | 3-6    | 6-2     | 3-4    |         | 24-42 (36%) |

### Skupina A
| Pořadí | Tenisté            | Zápasy Výhry–Prohry | Sety Výhry–Prohry | Bilance gamů Výhry–Prohry |
| 1.     | Rafael Nadal (1)   | 3–0                 | 6–1 (+5)          | 42–30 (+12)               |
| 2.     | Novak Djoković (3) | 2–1                 | 4–2 (+2)          | 31–24 (+7)                |
| 3.     | Tomáš Berdych(6)   | 1–2                 | 2–4 (-2)          | 26–33 (-7)                |
| 4.     | Andy Roddick (8)   | 0–3                 | 1–6 (-5)          | 29–41 (-12)               |

### Skupina B
| Pořadí | Tenisté             | Zápasy Výhry–Prohry | Sety Výhry–Prohry | Bilance gamů Výhry–Prohry |
| 1.     | Roger Federer (2)   | 3–0                 | 6–0 (+6)          | 37–20 (+17)               |
| 2.     | Andy Murray (5)     | 2–1                 | 4–2 (+2)          | 30–22 (+8)                |
| 3.     | Robin Söderling (4) | 1–2                 | 2–4 (-2)          | 29–35 (-6)                |
| 4.     | David Ferrer (7)    | 0–3                 | 0–6 (-6)          | 19–38 (-19)               |

## Čtyřhra

### Nasazené páry
| Pořadí | Pár                                  | Body   | Turnaje | Kvalifikován dne |
| --- | ------------------------------------ | ------ | ------- | ---------------- |
| 1. | Bob Bryan Mike Bryan                 | 11 460 | 22      | 30. srpna        |
| 2. | Daniel Nestor Nenad Zimonjić         | 8 415  | 24      | 30. srpna        |
| 3. | Mahesh Bhupathi Max Mirnyj           | 4 270  | 19      | 11. listopadu    |
| 4. | Lukáš Dlouhý Leander Paes            | 4 015  | 18      | 23. října        |
| 5. | Łukasz Kubot Oliver Marach           | 3 735  | 23      | 10. listopadu    |
| 6. | Mariusz Fyrstenberg Marcin Matkowski | 3 610  | 28      | 11. listopadu    |
| 7. | Wesley Moodie Dick Norman            | 3 375  | 20      | 13. listopadu    |
| 8. | Jürgen Melzer Philipp Petzschner*    | 2 745  | 12      | 14. září         |
| * 12. pár žebříčku Melzer a Petzschner se kvalifikoval na základě výhry ve Wimbledonu, což mu dle pravidla (P39) při umístění hráčů v TOP 20 zajistilo účast |                                      |        |         |                  |

### Skupina A
| Pořadí | Tenisté                                  | Zápasy Výhry–Prohry | Sety Výhry–Prohry | Bilance gamů Výhry–Prohry |
| 1.     | Mariusz Fyrstenberg Marcin Matkowski (5) | 3–0                 | 6–1 (+5)          | 36–30 (+6)                |
| 2.     | Bob Bryan Mike Bryan (1)                 | 2–1                 | 5 - 2 (+3)        | 37 - 25 (+12)             |
| 3.     | Jürgen Melzer Philipp Petzschner (8)     | 1–2                 | 2–5 (-3)          | 29–38 (-9)                |
| 4.     | Lukáš Dlouhý Leander Paes (3)            | 0–3                 | 1–6 (-5)          | 28–37 (-9)                |

### Skupina B
| Pořadí | Tenisté                          | Zápasy Výhry–Prohry | Sety Výhry–Prohry | Bilance gamů Výhry–Prohry |
| 1.     | Daniel Nestor Nenad Zimonjić (1) | 2–1                 | 5–2 (+3)          | 32–23 (+9)                |
| 2.     | Mahesh Bhupathi Max Mirnyj (6)   | 2–1                 | 4–2 (+2)          | 37–32 (+5)                |
| 3.     | Wesley Moodie Dick Norman (7)    | 1–2                 | 2–4 (-2)          | 23–28 (-5)                |
| 4.     | Łukasz Kubot Oliver Marach (4)   | 1–2                 | 2–5 (-3)          | 22–31 (-9)                |

## Průběh turnaje

### 1. den: 21. listopadu 2010
| Zápasy hrané v O2 areně                                                                         | Zápasy hrané v O2 areně                  | Zápasy hrané v O2 areně              | Zápasy hrané v O2 areně |
| Skupina                                                                                         | Vítěz                                    | Poražený                             | Výsledek                |
| ----------------------------------------------------------------------------------------------- | ---------------------------------------- | ------------------------------------ | ----------------------- |
| Čtyřhra – skupina A                                                                             | Bob Bryan Mike Bryan [1]                 | Jürgen Melzer Philipp Petzschner [7] | 6–3, 7–5                |
| Skupina B                                                                                       | Andy Murray [5]                          | Robin Söderling [4]                  | 6–2, 6–4                |
| Čtyřhra - Skupina A                                                                             | Mariusz Fyrstenberg Marcin Matkowski [6] | Lukáš Dlouhý Leander Paes [3]        | 6–3, 7–6(3)             |
| Skupina B                                                                                       | Roger Federer [2]                        | David Ferrer [7]                     | 6–1, 6–4                |
| 1. zápas začíná ve 12:15 hod (UTC), 2. ne před 14:00 hod, 3. v 18:15 hod a 4. ne před 20:00 hod |                                          |                                      |                         |

### 2. den: 22. listopadu 2010
| Zápasy hrané v O2 areně                                                                         | Zápasy hrané v O2 areně          | Zápasy hrané v O2 areně        | Zápasy hrané v O2 areně |
| Skupina                                                                                         | Vítěz                            | Poražený                       | Výsledek                |
| ----------------------------------------------------------------------------------------------- | -------------------------------- | ------------------------------ | ----------------------- |
| Čtyřhra – skupina B                                                                             | Mahesh Bhupathi Max Mirnyj [4]   | Łukasz Kubot Oliver Marach [5] | 7–6(2), 6–4             |
| Skupina A                                                                                       | Novak Djoković [3]               | Tomáš Berdych [6]              | 6–3, 6–3                |
| Čtyřhra – skupina B                                                                             | Daniel Nestor Nenad Zimonjić [2] | Wesley Moodie Dick Norman [8]  | 6–2, 6–1                |
| Skupina A                                                                                       | Rafael Nadal [1]                 | Andy Roddick [8]               | 3–6, 7–6(5), 6–4        |
| 1. zápas začíná ve 12:15 hod (UTC), 2. ne před 14:00 hod, 3. v 18:15 hod a 4. ne před 20:00 hod |                                  |                                |                         |

### 3. den: 23. listopadu 2010
| Zápasy hrané v O2 areně                                                                         | Zápasy hrané v O2 areně                  | Zápasy hrané v O2 areně       | Zápasy hrané v O2 areně |
| Skupina                                                                                         | Vítěz                                    | Poražený                      | Výsledek                |
| ----------------------------------------------------------------------------------------------- | ---------------------------------------- | ----------------------------- | ----------------------- |
| Čtyřhra – skupina A                                                                             | Jürgen Melzer Philipp Petzschner [7]     | Lukáš Dlouhý Leander Paes [3] | 7–6(9), 4–6, [10–8]     |
| Skupina B                                                                                       | Roger Federer [2]                        | Andy Murray [5]               | 6–4, 6–2                |
| Čtyřhra – skupina A                                                                             | Mariusz Fyrstenberg Marcin Matkowski [6] | Bob Bryan Mike Bryan [1]      | 2–6, 7–6(4), [10–8]     |
| Skupina B                                                                                       | Robin Söderling [4]                      | David Ferrer [7]              | 7–5, 7–5                |
| 1. zápas začíná ve 12:15 hod (UTC), 2. ne před 14:00 hod, 3. v 18:15 hod a 4. ne před 20:00 hod |                                          |                               |                         |

### 4. den: 24. listopadu 2010
| Zápasy hrané v O2 areně                                                                         | Zápasy hrané v O2 areně          | Zápasy hrané v O2 areně        | Zápasy hrané v O2 areně |
| Skupina                                                                                         | Vítěz                            | Poražený                       | Výsledek                |
| ----------------------------------------------------------------------------------------------- | -------------------------------- | ------------------------------ | ----------------------- |
| Čtyřhra – skupina B                                                                             | Wesley Moodie Dick Norman [8]    | Łukasz Kubot Oliver Marach [5] | 6–1, 6–3                |
| Skupina A                                                                                       | Tomáš Berdych [6]                | Andy Roddick [8]               | 7–5, 6–3                |
| Čtyřhra – skupina B                                                                             | Daniel Nestor Nenad Zimonjić [2] | Mahesh Bhupathi Max Mirnyj [4] | 7–6(5), 7–6(1)          |
| Skupina A                                                                                       | Rafael Nadal [1]                 | Novak Djoković [3]             | 7–5, 6–2                |
| 1. zápas začíná ve 12:15 hod (UTC), 2. ne před 14:00 hod, 3. v 18:15 hod a 4. ne před 20:00 hod |                                  |                                |                         |

### 5. den: 25. listopadu 2010
| Zápasy hrané v O2 areně                                                                         | Zápasy hrané v O2 areně                  | Zápasy hrané v O2 areně              | Zápasy hrané v O2 areně |
| Skupina                                                                                         | Vítěz                                    | Poražený                             | Výsledek                |
| ----------------------------------------------------------------------------------------------- | ---------------------------------------- | ------------------------------------ | ----------------------- |
| Čtyřhra – skupina A                                                                             | Bob Bryan Mike Bryan [1]                 | Lukáš Dlouhý Leander Paes [3]        | 6–3, 6–4                |
| Skupina B                                                                                       | Roger Federer [2]                        | Robin Söderling [4]                  | 7–6(5), 6–3             |
| Čtyřhra – skupina A                                                                             | Mariusz Fyrstenberg Marcin Matkowski [6] | Jürgen Melzer Philipp Petzschner [7] | 6–3, 7–6(7)             |
| Skupina B                                                                                       | Andy Murray [5]                          | David Ferrer [7]                     | 6–2, 6–2                |
| 1. zápas začíná ve 12:15 hod (UTC), 2. ne před 14:00 hod, 3. v 18:15 hod a 4. ne před 20:00 hod |                                          |                                      |                         |

### 6. den: 26. listopadu 2010
| Zápasy hrané v O2 areně                                                                         | Zápasy hrané v O2 areně        | Zápasy hrané v O2 areně          | Zápasy hrané v O2 areně |
| Skupina                                                                                         | Vítěz                          | Poražený                         | Výsledek                |
| ----------------------------------------------------------------------------------------------- | ------------------------------ | -------------------------------- | ----------------------- |
| Čtyřhra – skupina B                                                                             | Łukasz Kubot Oliver Marach [5] | Daniel Nestor Nenad Zimonjić [2] | 6–0, 1–6, [10–6]        |
| Skupina A                                                                                       | Rafael Nadal [1]               | Tomáš Berdych [6]                | 7–6(3), 6–1             |
| Čtyřhra – skupina B                                                                             | Mahesh Bhupathi Max Mirnyj [4] | Wesley Moodie Dick Norman [8]    | 6–4, 6–4                |
| Skupina A                                                                                       | Novak Djoković [3]             | Andy Roddick [8]                 | 6–2, 6–3                |
| 1. zápas začíná ve 12:15 hod (UTC), 2. ne před 14:00 hod, 3. v 18:15 hod a 4. ne před 20:00 hod |                                |                                  |                         |

### 7. den: 27. listopadu 2010
| Zápasy hrané v O2 areně                                                                         | Zápasy hrané v O2 areně          | Zápasy hrané v O2 areně                  | Zápasy hrané v O2 areně |
| Skupina                                                                                         | Vítěz                            | Poražený                                 | Výsledek                |
| ----------------------------------------------------------------------------------------------- | -------------------------------- | ---------------------------------------- | ----------------------- |
| Čtyřhra – semifinále                                                                            | Daniel Nestor Nenad Zimonjić [2] | Bob Bryan Mike Bryan [1]                 | 6–3, 3–6, [12–10]       |
| Dvouhra – semifinále                                                                            | Rafael Nadal [1]                 | Andy Murray [5]                          | 7–6(5), 3–6, 7–6(6)     |
| Čtyřhra – semifinále                                                                            | Mahesh Bhupathi Max Mirnyj [4]   | Mariusz Fyrstenberg Marcin Matkowski [6] | 6–4, 6–4                |
| Dvouhra – semifinále                                                                            | Roger Federer [2]                | Novak Djoković [3]                       | 6–1, 6–4                |
| 1. zápas začíná ve 12:15 hod (UTC), 2. ne před 14:00 hod, 3. v 18:15 hod a 4. ne před 20:00 hod |                                  |                                          |                         |

### 8. den: 28. listopadu 2010
| Zápasy hrané v O2 areně                                  | Zápasy hrané v O2 areně          | Zápasy hrané v O2 areně        | Zápasy hrané v O2 areně |
| Skupina                                                  | Vítěz                            | Poražený                       | Výsledek                |
| -------------------------------------------------------- | -------------------------------- | ------------------------------ | ----------------------- |
| Čtyřhra – finále                                         | Daniel Nestor Nenad Zimonjić [2] | Mahesh Bhupathi Max Mirnyj [4] | 7–6(6), 6–4             |
| Dvouhra – finále                                         | Roger Federer [2]                | Rafael Nadal [1]               | 6–3, 3–6, 6–1           |
| 1. zápas začíná ve 15:30 hod (UTC), 2. ne před 17:30 hod |                                  |                                |                         |

## Finanční odměny a body
Celkový rozpočet turnaje Barclays ATP World Tour Finals činil 5 070 000 amerických dolarů.
| Fáze                         | Dvouhra   | Čtyřhra1  | Body |
| ---------------------------- | --------- | --------- | ---- |
| Vítěz                        | +$770 000 | +$125 000 | +500 |
| Vítěz semifinále             | +$380 000 | +$30 000  | +400 |
| Základní skupina (3 výhry)   | $480 0002 | $122 5003 | 600  |
| Základní skupina (2 výhry)   | $360 0002 | $100 0003 | 400  |
| Základní skupina (1 výhra)   | $240 0002 | $87 5003  | 200  |
| Základní skupina (bez výhry) | $120 0002 | $65 0003  | 0    |
| Náhradníci                   | $70 000   | $25 000   | –    |

- 1 Prize money ve čtyřhře jsou uváděny na celý pár.
- 2 Základ na počet odehraných zápasů v základní skupině: $70 000 = 1 zápas, $95 000 = 2 zápasy, $120 000 = 3 zápasy
- 3 Základ na počet odehraných zápasů v základní skupině: $30 000 = 1 zápas, $50 000 = 2 zápasy, $65 000 = 3 zápasy